# Forcipomyia halterata
Forcipomyia halterata är en tvåvingeart som först beskrevs av Johannes Winnertz 1852.  Forcipomyia halterata ingår i släktet Forcipomyia och familjen svidknott.
Artens utbredningsområde är Tyskland. Inga underarter finns listade i Catalogue of Life.